# Fight for Your Mind
Fight for Your Mind é o segundo álbum de estúdio do cantor Ben Harper, lançado a 1 de Agosto de 1995.
Foi o último álbum a solo, antes de ingressar na banda The Innocent Criminals. Este disco apresente diversos géneros, passando do folk em "Another Lonely Day", folk rock em "Gold to Me", heavy metal em "Ground on Down" e a abordagem política em "Excuse Me Mister".
O disco atingiu a platina no Canadá com vendas superiores a 100 mil unidades.

## Faixas
Todas as faixas por Ben Harper, exceto onde anotado
1. "Oppression" 2:58
2. "Ground on Down" – 4:53
3. "Another Lonely Day" – 3:43
4. "Please Me Like You Want To" – 4:55
5. "Gold to Me" – 5:00
6. "Burn One Down" – 3:31
7. "Excuse Me Mr." (Harper, Plunier) – 5:24
8. "People Lead" – 4:13
9. "Fight for Your Mind" – 4:06
10. "Give a Man a Home" – 3:35
11. "By My Side" – 3:34
12. "Power of the Gospel" – 6:02
13. "God Fearing Man" – 11:49
14. "One Road to Freedom" – 4:14

## Créditos
- Ben Harper - Guitarra acústica, vocal
- Brett Banduci - Viola
- Danielle Charles - Violino
- Oliver Charles - Bateria
- Bob "Stiv" Coke - Tabla, pandeireta
- Timothy Loo - Violoncelo
- Leon Mobley - Percussão
- Juan Nelson - Baixo
- Ervin Pope - Órgão, órgão Hammond